# Alexandra Meissnitzerová
Alexandra Meissnitzerová (* 18. června 1973 Abtenau, Salcburk) je bývalá alpská lyžařka z Rakouska, specializující se na sjezd, Super-G a obří slalom. Stala se dvojnásobnou mistryní světa. Na Zimních olympijských hrách 2010 v Turíně získala bronzovou medaili v závodě Super-G.
Pochází z Abtenau. Otec Hans Meissnitzer, povoláním mechanik, ji učil lyžovat již od útlého věku.